# Tsatthoggua
A Tsatthoggua német black/speed metal együttes. 1989-ben alakultak Marl-ban. Eredetileg Dissection volt a nevük, de mivel ezen a néven egy svéd metal zenekar is működött, így 1993-ban Tsatthoggua-ra változtatták a nevüket. Ez a nevet az H.P. Lovecraft történeteiben szereplő kitalált istenről választották (az isten neve azonban egy T-vel íródik: Tsathoggua). Szövegeik témái a keresztényellenesség és a szadomazochizmus. 2000-ben feloszlottak, majd 2019-ben újra összeálltak. Lemezeiket az Osmose Productions jelenteti meg. 1997-ben turnéztak a magyar Sear Blissszel és a svéd Mardukkal is.

## Tagok
- North Wind – ének
- False Prophet – basszusgitár
- Lightning Bolt – dob
- Perverted Pete – gitár
- Nar Marratuk – gitár

## Diszkográfia
- Hyperborea (demó, 1993)[2]
- Siegesville (demó, 1995)
- Hosanna Bizarre (1996)
- Trans Cunt Whip (1998)
- German Black Metal (kislemez, 1999)